# Katedra św. Franciszka Ksawerego w Bengaluru
Katedra św. Franciszka Ksawerego w Bengaluru jest katedrą katolicką archidiecezji Bangalore. Mieści się przy ulicy St. John's Road.
Kamień węgielny pod budowę obecnej świątyni został położony w 1911 przez proboszcza Servantona. Aby zebrać fundusze na budowę katedry, ksiądz Servanton organizował koncerty i przedstawienia. Ostatecznie katedra została konsekrowana 26 maja 1932. Od 1940, po tworzeniu samodzielnej diecezji, kościół otrzymał godność katedry.